# علاء الدين والمصباح العجيب (فلم 1917)
علاء الدين والمصباح العجيب هو فيلم أبيض وأسود خيالي صامت إنتاج عام 1917 أخرجه تشيستر فرانكلين وسيدني فرانكلين وتم إنتاجه وتوزيعه بواسطة شركة فوكس فيلم، الفيلم محفوظة مكتبة الكونغرس. بطولة فرنسيس كاربنتر

## روابط خارجية
- علاء الدين والمصباح العجيب  في قاعدة بيانات الأفلام على الإنترنت (بالإنجليزية)
- علاء الدين والمصباح العجيب على موقع أول موفي.